# Verena Herzog
Pour les articles homonymes, voir Herzog.
Verena Herzog, née le 7 février 1956 à Winterthour, est une personnalité politique suisse membre de l'Union démocratique du centre.

## Biographie
En 2007, elle rejoint le Grand Conseil du canton de Thurgovie après la défection de Jakob Turnheer et en 2009 elle intègre le conseil administratif de la ville de Frauenfeld.
Elle remplace Peter Spuhler au Conseil national le 4 mars 2013, puis démissionne de ses autres fonctions cantonales et communales.
Elle annonce en septembre 2022 qu'elle ne se présentera pas pour un quatrième mandat aux élections fédérales d'octobre 2023.